# Big L (rapper)
Lamont Coleman (New York, 30 mei 1974 – aldaar, 15 februari 1999), ook wel Big L genoemd, was een Amerikaanse rapper uit Harlem, New York.

## Levensloop

### Jeugd
Big L was de derde en jongste zoon van Gilda Terry and Charles Davis. Als kind kreeg hij de bijnamen "Little L" en "mont mont". Op 12-jarige leeftijd vormde hij samen met 2 anderen de groep "Three the Hard Way". Hij ontmoette Lord Finesse in de zomer van 1990 op 125th Street tijdens een handtekeningensessie. Big L freestylde, en daarna wisselde Finesse en Big L nummers uit. Coleman ging naar Julia Richman High school.

### Eerste album
In 1992 kreeg hij een platencontract en in 1995 bracht hij zijn eerste album uit, getiteld Lifestylez Ov Da Poor and Dangerous. Op dit album werkt hij samen met Kid Capri, Cam'ron en Jay-Z. Twee singles van het album MVP en Put it on kwamen in de top 25 van de Bilboard-hitlijsten van Amerika.

### Tweede album
Van 1997 tot 1999 werkte Big L aan zijn tweede album, The Big Picture. Op dit album rapt hij samen met Tupac Shakur, Fat Joe en Big Daddy Kane en het bevat producties van DJ Premier. The Big Picture zou Big L's laatste album worden en zou verschijnen in 1999, maar het werd pas postuum in 2000 uitgebracht.

### Dood
Big L werd in 1999 door negen kogels (waarvan twee in zijn hoofd) doodgeschoten in Harlem. Gerard Woodley, een jeugdvriend van Big L, werd na de moord gearresteerd maar daarna weer vrijgelaten. De moord is nog steeds niet opgelost. Tijdens de moord zat Big L's broer in de gevangenis, sommige mensen denken dat het een wraakactie was gericht op Big L's broer Leroy Phinazee. Phinazee werd in 2002 uiteindelijk ook neergeschoten in dezelfde wijk in Harlem, nadat hij op zoek was geweest naar informatie over de dood van zijn broer.
Big L werd begraven in het George Washington Memorial Park in Paramus.
- Bibliothèque nationale de France: cb13978371v (data)
- Gemeinsame Normdatei: 13495727X
- International Standard Name Identifier: 0000 0000 5516 5292
- Library of Congress Control Number: n2003084336
- MusicBrainz: f1c0d18c-6101-4aa2-ae47-8df5b7280fde
- Virtual International Authority File: 22336097
- WorldCat: E39PBJh8JPbvm7dfr4RQWMBQMP